# Jovana Preković
Jovana Preković (født 20. januar 1996) er en serbisk karateka.
Hun repræsenterede Serbien under sommer-OL 2020 i Tokyo, hvor hun vandt guld i 61 kg kumite.